# Вулиця Володимира Дрозда (Чернігів)
Вулиця Володимира Дрозда — вулиця в Новозаводському районі міста Чернігова, на межі історичних місцевостей (районів) ЗАЗ та Коти. Пролягає від проспекту Миру до тупика біля залізничної лінії Чернігів-Горностаївка.
Прилучається вулиця Мозирська.

## Історія
Прокладена в кінці 1970-х років.
З 1982 року носила назву Любченка — на честь радянського і українського політичного діяча Панаса Петровича Любченка.
12 лютого 2016 року вулиця отримала сучасну назву — на честь радянського і українського письменника Володимира Григоровича Дрозда, згідно з розпорядженням міського голови В. А. Атрошенка Чернігівської міської ради № 46-р «Про перейменування вулиць і провулків міста».

## ва
Непарна сторона вулиці зайнята промисловими, будівельними, комунально-складськими, транспортними підприємствами. Парна сторона на початку має також непарну нумерацію, після перетину з Мозирською вулицею — старе кладовище села Коти, поле.
Установи:
1. Будинок № 1А — Bierwelle (Чернігівська пивна майстерня), Buddka (бар).
2. Будинок № 3 — ПрАТ «Насіння Чернігівщини», "ТВК «Геліос Груп».
3. Будинок № 13 — АТП-2562.
4. Будинок № 15 — «Чернігівський механічний завод»